# Zeid Hamdan
Zeid Hamdan (ur. 1976 w Bejrucie), libański muzyk, gitarzysta i producent muzyczny.
W roku 1998 Zeid Hamdan wraz z wokalistką Yasmine Hamdan założył grupę muzyczną Soap Kills. Jest również członkiem grup Zeid & the Wings i The New Government.